# Dinosaurierfährten von Barkhausen

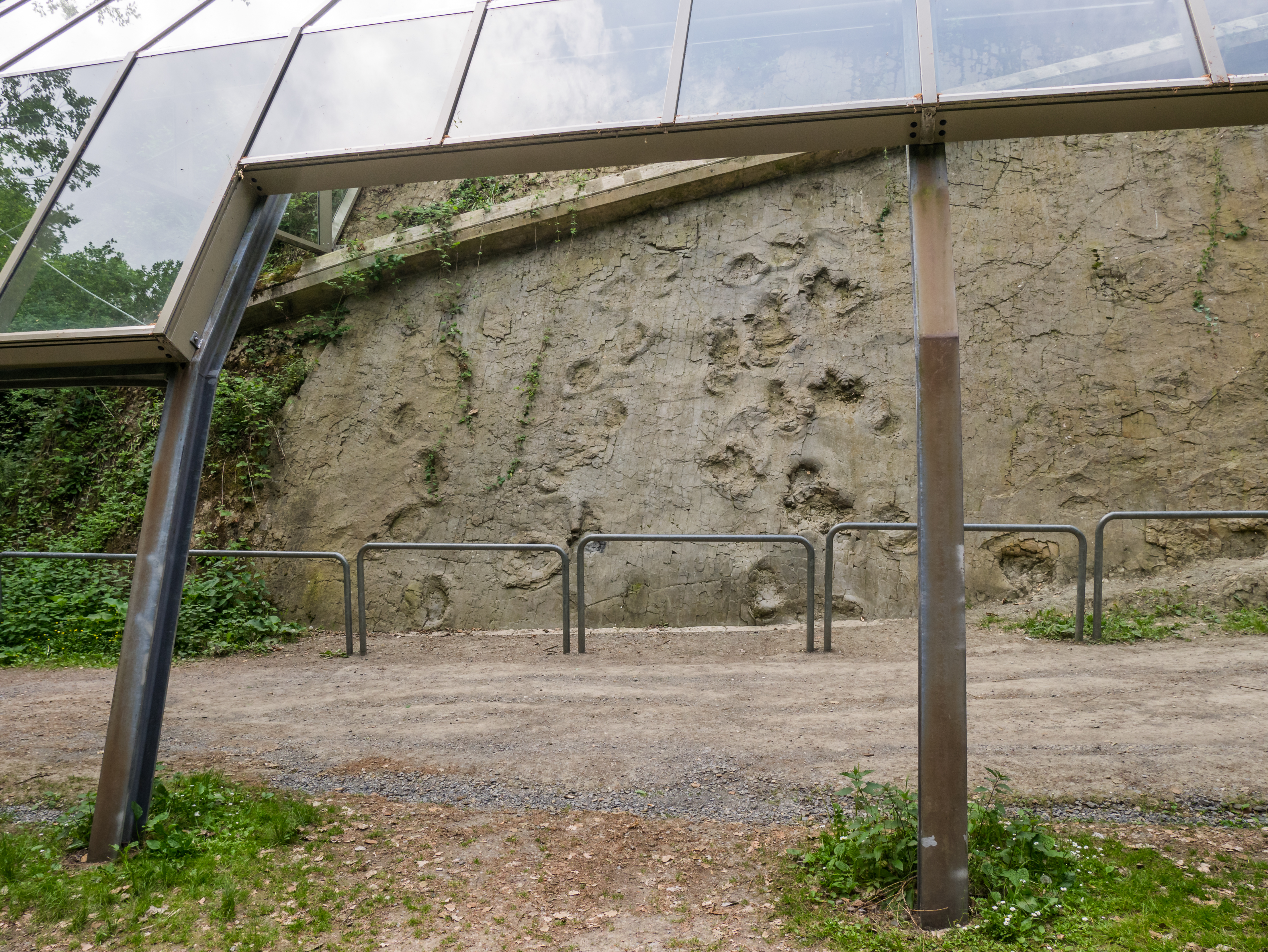
Gesamtansicht der überdachten Schichtfläche

Die Dinosaurierfährten von Barkhausen sind ein Naturdenkmal in einem stillgelegten Steinbruch im Linner Berg bei Barkhausen an der Hunte, einem Ortsteil der niedersächsischen Gemeinde Bad Essen im Landkreis Osnabrück.
Auf den Schichtflächen des etwa 150 Mio. Jahre (Mittelkimmeridgium) alten Gesteins sind fossile Fährten (Abfolgen fossiler Trittsiegel) von sauropoden und theropoden Dinosauriern aus dem späten Oberjura (Malm) aufgeschlossen.

## Entdeckungsgeschichte

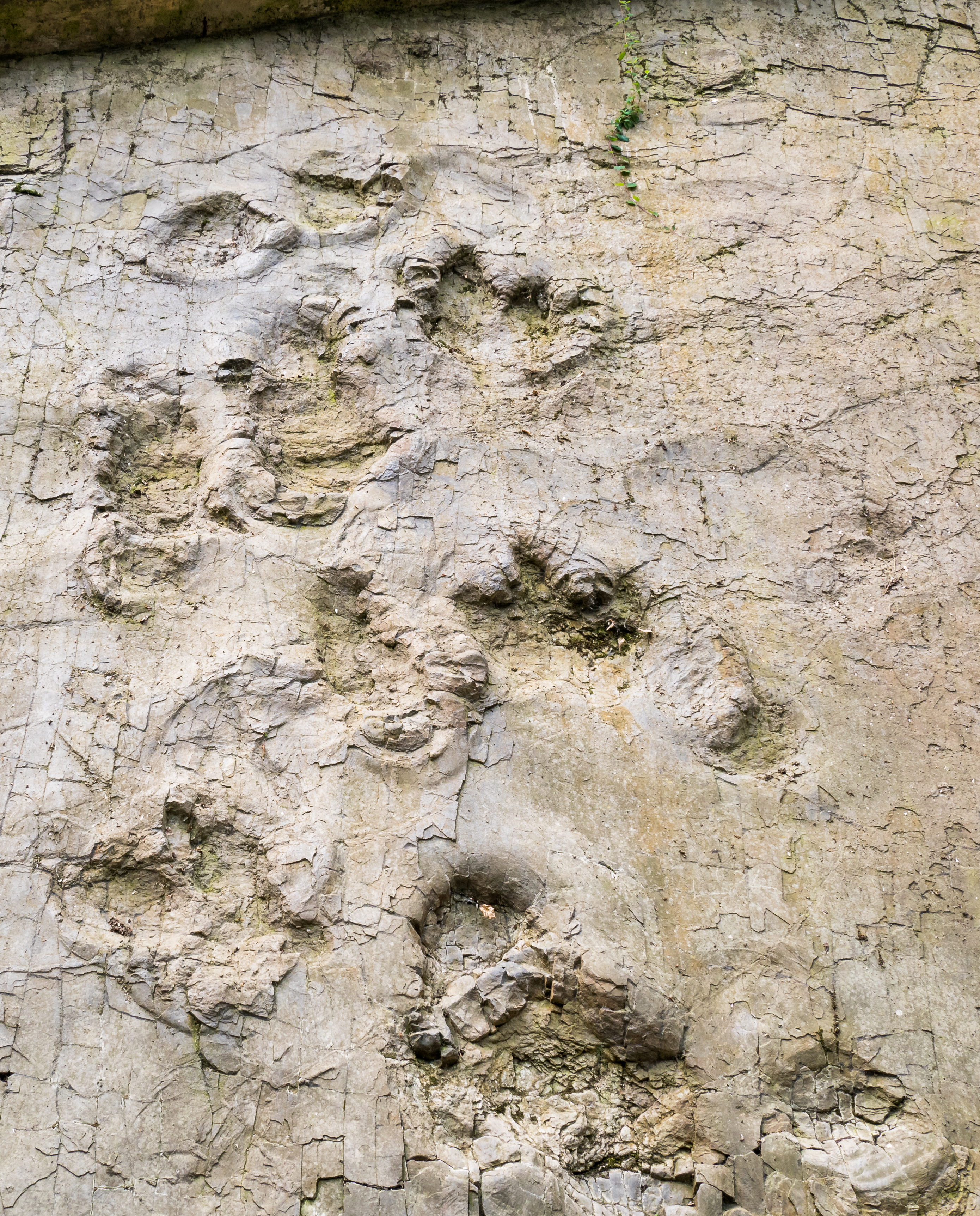
Sauropoden- und Theropodenspuren auf der Felswand

Die ersten Abdrücke im Stein fand 1921 der Steinbruchbetreiber Heinrich Vehring. Der Geologe Walther Klüpfel, der die Eisenerz-Lagerstätten der Region erkundete, erkannte sie als Ichnofossilien. Wissenschaftlich untersucht wurden sie dann von Max Ballerstedt, einem Oberlehrer am Gymnasium Adolfinum Bückeburg und Begründer einer bedeutenden Fossiliensammlung, der sich schon intensiv mit frühkreidezeitlichen Spuren des Obernkirchen-Sandsteins befasst hatte. Jedoch waren nur einige Sauropoden-Fährten freigelegt worden, erst später wurden weitere Spuren, darunter auch die Theropodenspuren, entdeckt. Im Jahr 1982 wurde der Steinbruch dann unter Naturschutz gestellt. Weitere Trittsiegel wurden 1983 freigelegt, man vermutet auch, dass sich die Fährten nach unten hin weiter fortsetzen und deshalb noch nicht alle Trittsiegel entdeckt wurden. Seit dem Jahr 2000 ist das öffentlich zugängliche Naturdenkmal durch ein Glasdach vor Witterungseinflüssen geschützt, außerdem wurden zwei lebensgroße Nachbildungen der möglichen Spurenverursacher aufgestellt.

## Beschreibung
Das Naturdenkmal ist eine etwa zehn Meter lange und sechs Meter hohe, von tektonischen Kräften nahezu senkrecht verstellte Felswand aus Sandstein. Dort sind Fährtenfolgen von neun kleineren Sauropoden und zwei großen Theropoden zu erkennen.
Die Spuren waren wahrscheinlich an der Küste entstanden, worauf Rippelmarken, die durch Wellenbewegungen entstanden sind, sowie Trockenrisse, die durch Austrocknung – vielleicht bei Ebbe – entstanden sind, hindeuten. Außerdem konnten Einschläge von Regentropfen, Wühlgänge von Kleinstlebewesen sowie angeschwemmte Landpflanzen festgestellt werden. Man vermutet, dass die im weichen Schlick hinterlassenen Fußspuren nach Verfestigung durch die Sonne mit Sedimenten überdeckt wurden, die mit dem Wasser kamen. Ihre heutige fast senkrechte Lage nahmen sie bei der Auffaltung des Wiehengebirges am Ende der Kreidezeit, vor ca. 65 Millionen Jahren, ein.

### Sauropoden-Fährten (Elephantopoides barkhausenensis)

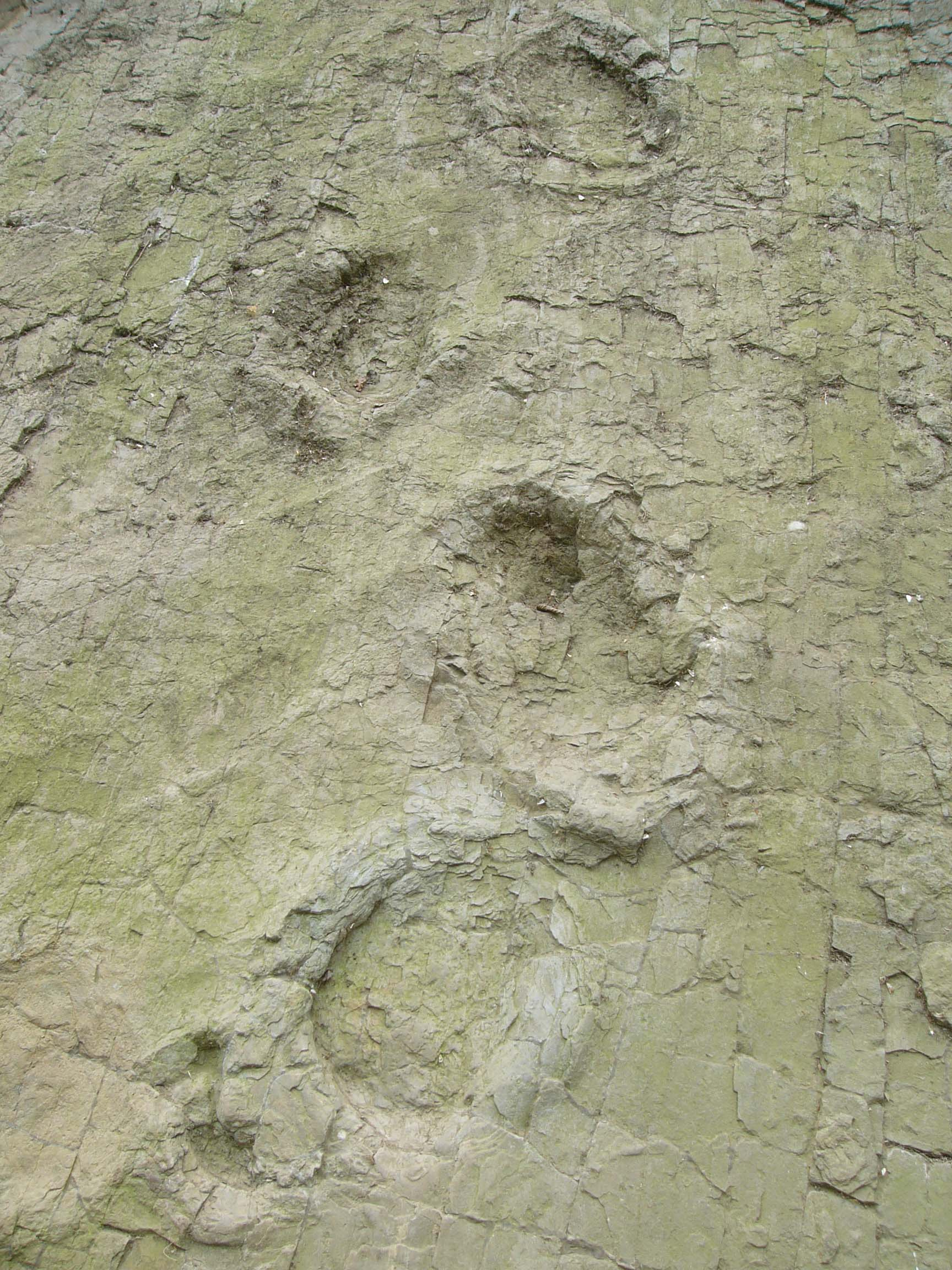
Eine Sauropoden-Fährtenfolge. Unten links ist ein Vorderfuß-Abdruck zu erkennen.

Die Sauropoden-Fährten verlaufen von oben nach unten, alle Tiere sind ungefähr in dieselbe Richtung gelaufen. Die rundlichen Hinterfuß-Eindrücke haben einen Durchmesser von 32 bis 38 Zentimetern, während die meist direkt vor den Hinterfußabdrücken (also auf der Felswand unterhalb) befindlichen halbmondförmigen Abdrücke des Vorderfußes recht klein sind. Die Schrittlänge beträgt rund anderthalb Meter.
Im Jahr 1974 wurde, auf Grundlage der örtlichen Sauropoden-Spuren, ein neues Ichnotaxon (Spurentaxon) beschrieben: Elephantopoides barkhausenensis KAEVER & DE LAPPARENT. Der Name bedeutet so viel wie „Elefantenfuß aus Barkhausen“, es handelt sich um die ersten europäischen Sauropodenspuren, die benannt wurden. Jedoch sind die Spuren nicht optimal erhalten, es fehlen Details wie z. B. Krallenabdrücke. So ist es nicht möglich zu sagen, ob es sich um Jungtiere oder um adulte Tiere handelt. Andere Autoren bemerkten später, es sei zwar wahrscheinlich, aber nicht ganz sicher, dass die Spuren sauropoden Ursprungs seien, und bezeichneten die systematische Zuordnung daher als zweifelhaft (Nomen dubium). Spätere Untersuchungen von Lockley zeigten, dass es sich tatsächlich um kleine, „schmalgängige“ Sauropoden handelt. Neueste Untersuchungen von Diedrich ergeben die Validität der Spuren, die maßgeblich für die Umbenennung vieler Spuren in Europa sind.

### Theropoden-Fährten (Megalosauripus teutonicus)
Neben den Sauropodenspuren finden sich zwei Fährtenfolgen großer Theropoden, die in unterschiedliche Richtungen liefen. Die eine Fährtenfolge zeigt auf der Felswand nach oben, die andere nach rechts. Ihre tridactylen (dreizehigen) Trittsiegel sind mit etwa 63 Zentimetern ungefähr doppelt so groß wie die Sauropodenspuren. Die Spuren tragen den wissenschaftlichen Namen Megalosauropus teutonicus und wurden traditionell Megalosaurus zugeschrieben. Dass die Spuren tatsächlich zu diesem großen Raubdinosaurier gehörten, ist ungeklärt. Megalosaurus wurde lange Zeit als Sammelbezeichnung für große Theropodenreste der Mittel-Jurazeit benutzt, die man nicht richtig einordnen konnte – was darüber hinwegtäuscht, dass Megalosaurus selbst kaum bekannt ist. Als Fährtenerzeuger kommen Theropoden wie Allosaurus ebenfalls in Betracht. Neueste Theropoden-Zahnfunde aus der benachbarten und zeitgleichen Nettelstedt-Fundstelle belegen sogar beide großen Raubsaurier-Gruppen in Norddeutschland.

## Bedeutung
Die Spuren sind von Bedeutung als Anzeiger für generelle Entwicklungen in der Evolution der Dinosaurier. Vor dem Mitteljura sind beispielsweise keine Spuren von Sauropoden bekannt, erst im Oberjura („Zeitalter der Sauropoden“) werden solche Spuren häufiger und zeigen mit Funden in Nord- und Südamerika sowie in Europa (neben Barkhausen unter anderem in Portugal und der Schweiz) eine zunehmende geographische Verbreitung dieser Dinosauriergruppe an. 1984 wurden die Saurierfährten als Naturdenkmal geschützt und 2019 als Nationaler Geotop ausgezeichnet.
Inzwischen sind aber auch Fährtenfunde von Sauropoden aus dem Unterjura von Italien bekannt.